# Boulevard Danielle-Casanova
Pour les articles homonymes, voir Danielle Casanova.
Le boulevard Danielle-Casanova est une rue située dans le 14e arrondissement de Marseille. 

## Situation et accès
Le Boulevard Danielle-Casanova traverse les quartiers industriels du Canet et des Arnavaux. Il commence au boulevard Ferdinand de Lesseps, passe sous l’autoroute du Soleil (autoroute A7) au niveau du boulevard Capitaine-Gèze, donne accès à l'autoroute en direction du nord puis se termine en impasse au niveau de la Ligne de Paris-Lyon à Marseille-Saint-Charles.
La voie est desservie par les lignes      du réseau de bus RTM.

## Origine du nom
Il rend hommage à Danielle Casanova militante communiste et résistante française morte en déportation à Auschwitz

## Historique
La dénomination du boulevard, par délibération du conseil municipal de Marseille en date du 23 juillet 1945.
Il est constitué de la réunion d'une partie de l’ancien chemin du Canet à Saint-Joseph et de l'ancien boulevard Sardou (nom du propriétaire en 1907).

## Bâtiments remarquables et lieux de mémoire
- Le boulevard longe en partie la gare aux marchandises du Canet.
- Via le boulevard des Peintures il donne accès au centre de rétention administrative de Marseille-le-Canet.
- Il longe le noyau villageois du  Canet.
- Il longe l'une des copropriétés dégradées de Marseille : la Maison Blanche et le groupe d'HBM Ambrosini construit en 1937[3].
- Le groupe d'HLM Jean Jaurès surplombe la partie du boulevard donnant d'accès à l'autoroute A7.
- Il se termine à l'entrée du stade Canet Floride, situé sur les terres de l’ancienne bastide La Floride[4].